# Мало вина, а много љубави
Мало вина, а много љубави је манифестација коју организују ГО Сурчин и Културни центар Сурчин, где се представљају винарије широм Србије.
Манифестација се традиционално организује од 2011. године у Сурчину, где своје производе представљају винарије из општине Сурчин, Србије и њеног региона. Поред винара, на манифестацији учествују и излагачи сувенира и домаћих слатко-сланих ђаконија из Срема и целе Србије.
Поред промоције вина организује се и културно-забавни програм, укљујући поезију домаћих песника.